# Surinam en los Juegos Olímpicos de París 2024
Surinam estuvo representado en los Juegos Olímpicos de París 2024 por cinco deportistas, cuatro hombres y una mujer, que compitieron en cuatro deportes.
Los portadores de la bandera en la ceremonia de apertura fueron los nadadores Irvin Hoost y Kaelyn Djoparto. El equipo olímpico surinamés no obtuvo ninguna medalla en estos Juegos.